# The Dial
The Dial (dt. Die Sonnenuhr oder Der Zeitanzeiger von latein. rota dialis, altfranzösisch dyal, „scheinen“) mit dem Untertitel: A Magazine for Literature, Philosophy, and Religion war eine amerikanische Zeitschrift, die mit zwei längeren Unterbrechungen zwischen 1840 und 1929 erschien. Der Titel wurde von Ralph Waldo Emerson gewählt, um einen Ort zu kennzeichnen, auf den das Licht fällt und von dem aus über den Fortschritt der Stunden und des Tages berichtet wird.

## Geschichte

### Hauptpublikationsorgan der Transzendentalisten
In ihrer ersten Form, zwischen 1840 und 1844, diente The Dial als Hauptpublikationsorgan der Transzendentalisten. Das Magazin orientierte sich an europäischen Vorbildern wie dem britischen The Monthly Magazine und erschien viermal jährlich im Umfang von 544 Seiten pro Jahr zum Preis von drei Dollar im Abonnement. Die Zahl der Subskribenten lag bei maximal etwa 300. Herausgeber waren Margaret Fuller (1840–1842), Ralph Waldo Emerson (1842–1844) und Henry David Thoreau für das Aprilheft 1843. Weitere Autoren waren John Sullivan Dwight, James Russell Lowell und George Ripley. Oft kam aus den eigenen Reihen Kritik an der zu unkritischen Haltung der Zeitschrift. Nachdem sie wegen Geldmangel eingestellt werden musste, blieb ein Wiederbelebungsversuch um 1860 erfolglos.

### Zeitschrift für Politik- und Literaturkritik
Von 1880 bis 1913 erschien The Dial erneut. Der Fokus der Zeitschrift lag in dieser Epoche auf Politik- und Literaturkritik. Der Chicagoer Dichter und Verleger Francis Fisher Browne, der den Transzendentalisten nahestand, war zu dieser Zeit Herausgeber. Für einen kurzen Zeitraum arbeitete auch Margaret Anderson für das Magazin, die später Herausgeberin von The Little Review wurde. 1898 ging die Literaturzeitschrift The Chap-Book, die zwischen 1894 und 1898 erschien, in The Dial auf.

### Anlaufstelle für angloamerikanischen Modernismus
1920 wurde The Dial durch den Dichter, Verleger und Kunstsammler Scofield Thayer und den avantgardistischen Filmregisseur und Philanthropen James Sibley Watson wieder begründet und erschien bis 1929 als Anlaufstelle für den angloamerikanischen Modernismus.
In letzterer Form wurde sie am bekanntesten und einflussreichsten. Allein im ersten Jahr nach ihrem Neuerscheinen publizierten hier u. a. Sherwood Anderson, Djuna Barnes, Kenneth Burke, E. E. Cummings. William Carlos Williams, Hart Crane, William Butler Yeats und Ezra Pound. Auch Artikel über moderne bildende Kunst erschienen in der Zeitschrift, für die bedeutende Autoren wie Ezra Pound, T. S. Eliot, Thomas Mann und Hugo von Hofmannsthal aus dem Ausland berichteten.
1924 kritisierte Ernest Hemingway The Dial in seinem Gedicht The Soul of Spain With McAlmon and Bird the Publishers, das im deutschen Magazin Der Querschnitt veröffentlicht wurde.

### The Dial Award
Im Juni 1921 gaben Thayer und Watson die Vergabe des mit 2.000 US-Dollar dotierten The Dial Award bekannt, der jeweils an einen Mitwirkenden des Magazins vergeben werden sollte. Insgesamt wurden acht Awards vergeben:
- 1921: Sherwood Anderson
- 1922: T. S. Eliot
- 1923: Van Wyck Brooks
- 1924: Marianne Moore
- 1925: E. E. Cummings
- 1926: William Carlos Williams
- 1927: Ezra Pound
- 1928: Kenneth Burke